# Resolução 1701 do Conselho de Segurança das Nações Unidas

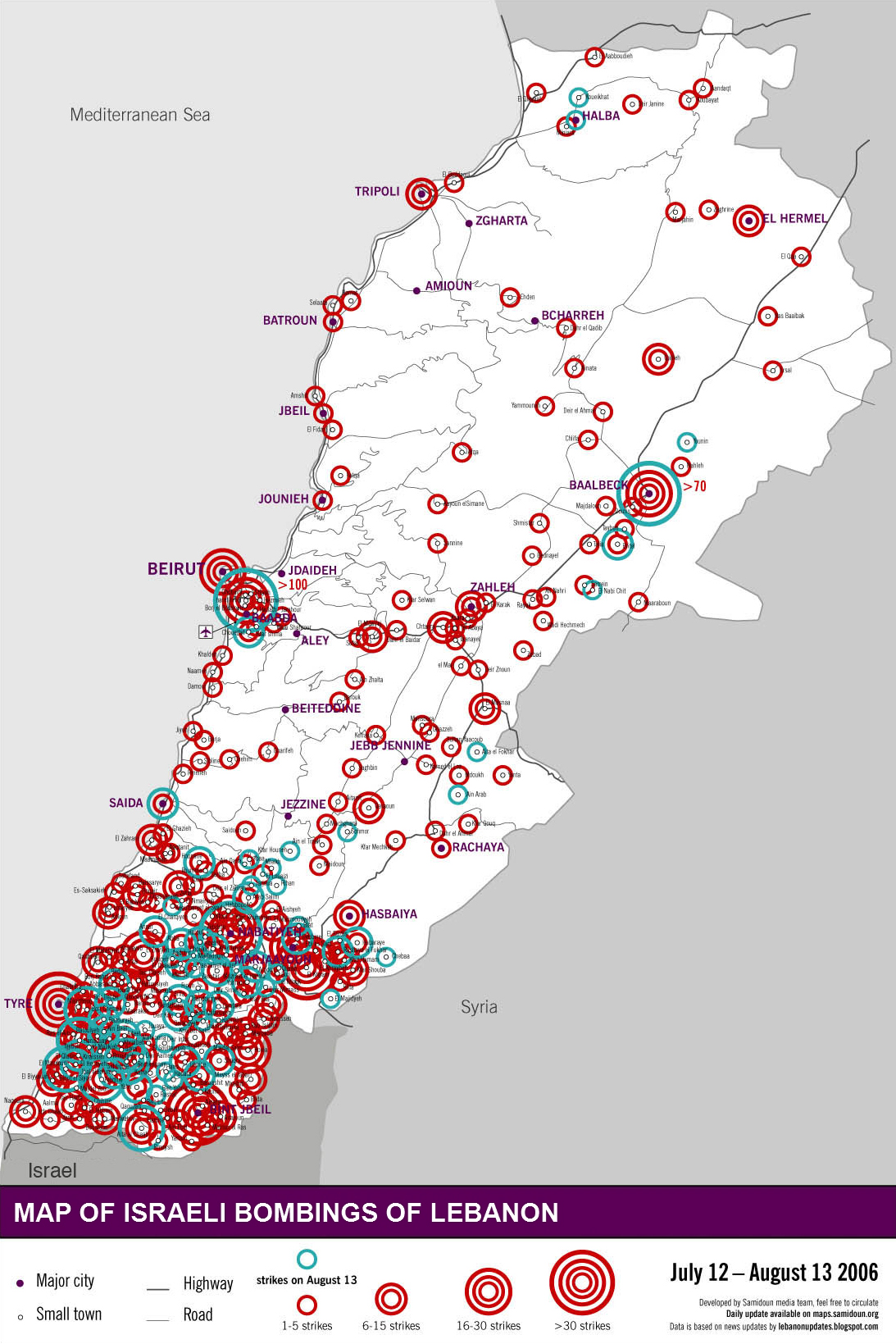
Mapa de bombardeiros israelenses no Líbano.

A Resolução 1701 do Conselho de Segurança das Nações Unidas é uma resolução que pretendia resolver a Guerra do Líbano de 2006.
Foi aprovado por unanimidade pelo Conselho de Segurança das Nações Unidas em 11 de agosto de 2006. O gabinete libanês aprovou por unanimidade a resolução em 12 de agosto de 2006. No mesmo dia, o líder do Hezbollah Hassan Nasrallah disse que sua milícia honraria o pedido de cessar-fogo. Ele também disse que assim que a ofensiva israelense parar, os ataques com foguetes do Hezbollah contra Israel pararão. Em 13 de agosto, o gabinete israelense votou 24-0 a favor da resolução, com uma abstenção. O cessar-fogo começou na segunda-feira, 14 de agosto de 2006, às 8h, horário local, após o aumento dos ataques de ambos os lados.

No relatório de 2015 da ONU sobre o assunto, afirma-se que:
A situação na área de operações da Força Interina das Nações Unidas no Líbano (UNIFIL) e ao longo da Linha Azul manteve-se globalmente calma, apesar do tenso contexto regional e na sequência do grave descumprimento da cessação das hostilidades entre o Líbano e Israel a 28 de janeiro. No geral, apesar da retórica crescente de ambos os lados, as autoridades libanesas e israelenses demonstraram determinação em manter a calma ao longo da Linha Azul, continuaram a se envolver construtivamente com a UNIFIL por meio dos arranjos de ligação e coordenação estabelecidos e reafirmaram seu compromisso com a implementação da resolução 1701 (2006). Não houve progresso, no entanto, em suas obrigações pendentes sob a resolução e nenhum movimento em direção a um cessar-fogo permanente.

## Resolução
A resolução exige:
- Cessação total das hostilidades (OP1)
- Israel retirará todas as suas forças do Líbano em paralelo com os soldados libaneses e da UNIFIL implantados em todo o sul (OP2)
- Uma solução de longo prazo baseada em (OP8)
  - Desarmamento de todos os grupos armados no Líbano (implicando Hezbollah)
  - Nenhuma outra força armada além da UNIFIL e libanesa (o que significa Hezbollah e forças israelenses) estará ao sul do rio Litani
  - Nenhuma força estrangeira no Líbano sem o consentimento de seu governo
  - Fornecimento às Nações Unidas de todos os mapas de minas terrestres no Líbano em posse de Israel

A Resolução ao mesmo tempo também enfatiza:
- A importância do controle total do Líbano pelo governo do Líbano (OP3)
- A necessidade de abordar com urgência a libertação incondicional dos soldados israelenses sequestrados, que deram origem à crise atual.

A resolução também reitera o firme apoio do Conselho de Segurança à
- Respeito total pela Linha Azul (OP 4)
- A integridade territorial, soberania e independência política do Líbano dentro de suas fronteiras reconhecidas internacionalmente (OP 5)

## Consequências
No relatório de 2015 da ONU sobre o assunto, afirma-se que:
A situação na área de operações da Força Interina das Nações Unidas no Líbano (UNIFIL) e ao longo da Linha Azul manteve-se globalmente calma, apesar do tenso contexto regional e na sequência do grave descumprimento da cessação das hostilidades entre o Líbano e Israel a 28 de janeiro. No geral, apesar da retórica crescente de ambos os lados, as autoridades libanesas e israelenses demonstraram determinação em manter a calma ao longo da Linha Azul, continuaram a se envolver construtivamente com a UNIFIL por meio dos arranjos de ligação e coordenação estabelecidos e reafirmaram seu compromisso com a implementação da resolução 1701 (2006). Não houve progresso, no entanto, em suas obrigações pendentes sob a resolução e nenhum movimento em direção a um cessar-fogo permanente. 
Ele afirma que "as violações israelenses do espaço aéreo libanês continuaram quase diariamente com veículos aéreos não tripulados e, muitas vezes, com aeronaves de asa fixa, incluindo caças".
Do lado libanês, observou: "De acordo com seu mandato, a UNIFIL não busca proativamente por armas no sul" e "a UNIFIL observou civis com armas não autorizadas na área de operação...A maioria envolveu indivíduos portando armas de caça. No entanto, houve uma série de casos em que armas pequenas, incluindo fuzis e, pelo menos em uma ocasião, granadas lançadas por foguetes, foram disparadas durante eventos comemorativos, incluindo funerais".
Também observou: "A manutenção de armas pelo Hizbullah e outros grupos fora do controle do Estado libanês" viola a resolução. O Hizbullah afirma que tal armamento "serve como um impedimento contra uma potencial agressão de Israel".
Em 2011, após a nomeação de Najib Mikati como Primeiro-Ministro do Líbano, as Nações Unidas reiteraram seu apelo ao Líbano para aderir aos termos da Resolução 1701.

### Supostas violações do Hezbollah
Em fevereiro de 2009, muitos pontos-chave da resolução continuavam insuficientemente abordados. Em um relatório especial, o secretário-geral das Nações Unidas, Ban Ki-Moon, menciona que "o Hezbollah continua a se recusar a fornecer qualquer informação sobre a libertação ou o destino dos soldados sequestrados e coloca condições e exigências para a libertação que estão muito fora do escopo da resolução". 1701", escreveu Ban no relatório. O relatório também aponta que o Hezbollah reabasteceu seu estoque de foguetes e mísseis no sul do Líbano e agora possui 10 000 foguetes de longo alcance e 20 000 projéteis de curto alcance.

### Alegadas violações israelenses
O governo libanês afirma que Israel violou a resolução mais de 7 000 vezes "atravessando o espaço aéreo libanês", as águas e a fronteira quase diariamente desde a implementação da resolução com caças e voos diários de veículos aéreos não tripulados no sul da região libanesa.
Durante os atentados no sul do Líbano em agosto de 2021, os políticos do estado libanês declararam preocupação com as violações da Resolução 1701. O ex-primeiro-ministro na época, Saad Hariri, postou no Twitter: "... A situação na fronteira com o inimigo israelense é muito, muito perigoso e uma ameaça sem precedentes à Resolução 1701".

### Alegadas violações libanesas
Em 2009, Israel apresentou uma queixa à ONU de que o Líbano não estava cumprindo a resolução depois que um foguete Katyusha foi disparado do Líbano e caiu próximo a uma casa no norte de Israel e feriu três pessoas. A queixa afirmava o direito de Israel de defender a si mesmo e a seus cidadãos. Mais tarde, em 2009, quando as armas que o Hezbollah estava escondendo em uma casa civil em uma cidade libanesa perto da fronteira de Israel explodiram, Israel e a UNIFIL reclamaram que a Resolução 1701 estava sendo violada pelo Líbano e pelo Hezbollah. O IDF estima que o número de casas de civis no sul do Líbano que estão sendo usadas para armazenar armas está na casa das centenas. Israel também criticou o exército libanês, responsável por fazer cumprir a resolução, por cooperar com o Hezbollah para garantir que as evidências da violação da resolução fossem esclarecidas antes de permitir que as forças de paz da ONU fizessem seu trabalho. Dois dias depois, quinze civis libaneses de Kfar Shuba, carregando bandeiras libanesas e do Hezbollah, cruzaram para as Fazendas Shebaa ocupadas por Israel. As IDF não tomaram nenhuma atitude contra a provocação, mas enfatizaram que era uma violação da Resolução 1701. As Nações Unidas confirmaram que o Hezbollah violou a resolução e que o grupo está se rearmando.